# Лудвиг XI фон Йотинген
Лудвиг XI (X) фон Йотинген (на немски: Ludwig XI (X) von Oettingen; * ок. 1320/1329 в Йотинген; † 1 март или 1 май 1370) е граф на Йотинген в Швабия, Бавария.
Той е син на граф Фридрих II фон Йотинген (* ок. 1296, † 4 октомври 1357) и съпругата му Аделхайд фон Верд (* ок. 1306, † 22 януари 1387), дъщеря на Улрих фон Верд, ландграф на Елзас († 1344) и Сузана фон Лихтенберг († сл. 1317). Внук е на граф Фридрих I фон Йотинген († 1311/1313) и Елизабет фон Дорнберг. Правнук е на граф Лудвиг V фон Йотинген († 1313) и Мария фон Хоенцолерн-Нюрнберг († 1298). Роднина е на курфюрст и немски крал Рупрехт III († 1410).

## Брак и потомство
Лудвиг XI фон Йотинген се жени на 22 април 1351 г. за графиня Имагина фон Шауенбург (* ок. 1336; † 5 ноември 1377), дъщеря на граф Хайнрих V фон Шаунберг († 1353/1357) и Анна фон Труендинген († 1331/1337). Имат пет сина и три дъщери:
- Фридрих III († 23 януари 1423), граф на Йотинген, женен I. за Елизабета ди Карара († 24 май 1395), II. 1397 г. за Еуфемия фон Мюнстерберг († 17 ноември 1447)
- Магарета († сл. 13 декември 1360), омъжена пр. 14 септември 1352 г. за граф Хайнрих II фон Еберщайн († 1367)
- Лудвиг 'Млади' († сл. 24 ноември 1385)
- Улрих († сл. 1378)
- Анна († 16 декември 1410 – 5 май 1411), омъжена пр. 3 март 1363 г. за граф Улрих XIII фон Хелфенщайн († 1375)
- Фридрих IV 'Млади' (* 1360, † 19 септември 1415), княжески епископ на Айхщет (1383 – 1415)
- Лудвиг XII (XI) (* ок. 1361, † 28 октомври 1440), граф на Йотинген, дворцов майстер при крал Сигизмунд Люксембургски, женен I. на 15 декември 1374 г. за графиня Беатрикс фон Хелфенщайн († 1385), II. 1420 г. за графиня Агнес фон Верденберг († 17 декември 1474)
- Елизабет (* ок. 1360; † 9 юли 1406), омъжена ок. 1 април 1376 г. за ландграф Албрехт I фон Лойхтенберг († 1415)